# NHL 1942./43.
NHL-sezona 1942./43. je bila dvadesetšesta sezona NHL-a. 6 momčadi odigrali su 50 utakmica. Pobjednik Stanleyjeva kupa je bila momčad Detroit Red Wingsa, koja je u finalnoj seriji pobijedila Boston Bruinse s 4:0.
Nakon što su Brooklyn Americansi radi rasprave o korištenju Madison Square Gardena odustali od natjecanja, počela je vrijeme Original Sixa koje je trajalo sve do 1967. godine.

## Regularna sezona

### Ljestvica
Kratice: P = Pobjede, Po. = Porazi, N = Neriješeno, G= Golovi, PG = Primljeni Golovi, B = Bodovi
|                     | P  | Po. | N  | G   | PG  | B  |
| ------------------- | -- | --- | -- | --- | --- | -- |
| Detroit Red Wings   | 25 | 14  | 11 | 169 | 124 | 61 |
| Boston Bruins       | 24 | 17  | 9  | 195 | 176 | 57 |
| Toronto Maple Leafs | 22 | 19  | 9  | 198 | 159 | 53 |
| Montreal Canadiens  | 19 | 19  | 12 | 181 | 191 | 50 |
| Chicago Blackhawks  | 17 | 18  | 15 | 179 | 180 | 49 |
| New York Rangers    | 11 | 31  | 8  | 161 | 253 | 30 |

### Najbolji strijelci
Kratice: Ut. = Utakmice, G = Golovi, A = Asistencije, B = Bodovi
| Igrač          | Momčad     | Ut. | G  | A  | B  |
| -------------- | ---------- | --- | -- | -- | -- |
| Doug Bentley   | Chicago    | 50  | 33 | 40 | 73 |
| Bill Cowley    | Boston     | 48  | 27 | 45 | 72 |
| Max Bentley    | Chicago    | 49  | 26 | 44 | 70 |
| Lynn Patrick   | NY Rangers | 50  | 22 | 39 | 61 |
| Lorne Carr     | Toronto    | 50  | 27 | 33 | 60 |
| Billy Taylor   | Toronto    | 50  | 18 | 42 | 60 |
| Bryan Hextall  | NY Rangers | 50  | 27 | 32 | 59 |
| Toe Blake      | Montreal   | 48  | 23 | 36 | 59 |
| Elmer Lach     | Montreal   | 45  | 18 | 40 | 58 |
| Buddy O’Connor | Montreal   | 50  | 15 | 43 | 58 |

## Doigravanje za Stanleyjev kup
Sve utakmice odigrane su 1943. godine.

### Prvi krug
| Detroit Red Wings vs. Toronto Maple Leafs | Detroit Red Wings vs. Toronto Maple Leafs | Detroit Red Wings vs. Toronto Maple Leafs | Detroit Red Wings vs. Toronto Maple Leafs | Detroit Red Wings vs. Toronto Maple Leafs | Detroit Red Wings vs. Toronto Maple Leafs | Detroit Red Wings vs. Toronto Maple Leafs |
| Datum                                     | Gostujuća momčad                          | Gostujuća momčad                          | Domaćin                                   | Domaćin                                   | Bilješke                                  |                                           |
| ----------------------------------------- | ----------------------------------------- | ----------------------------------------- | ----------------------------------------- | ----------------------------------------- | ----------------------------------------- | ----------------------------------------- |
| 21. ožujka                                | Toronto                                   | 2                                         | 4                                         | Detroit                                   |                                           |                                           |
| 23. ožujka                                | Toronto                                   | 3                                         | 2                                         | Detroit                                   | 4OT°                                      |                                           |
| 25. ožujka                                | Detroit                                   | 4                                         | 2                                         | Toronto                                   |                                           |                                           |
| 27. ožujka                                | Detroit                                   | 3                                         | 6                                         | Toronto                                   |                                           |                                           |
| 28. ožujka                                | Toronto                                   | 2                                         | 4                                         | Detroit                                   |                                           |                                           |
| 30. ožujka                                | Detroit                                   | 3                                         | 2                                         | Toronto                                   | OT°                                       |                                           |
| Detroit pobjeđuje seriju s 4:2.           |                                           |                                           |                                           |                                           |                                           |                                           |

| Boston Bruins vs. Montreal Canadiens | Boston Bruins vs. Montreal Canadiens | Boston Bruins vs. Montreal Canadiens | Boston Bruins vs. Montreal Canadiens | Boston Bruins vs. Montreal Canadiens | Boston Bruins vs. Montreal Canadiens | Boston Bruins vs. Montreal Canadiens |
| Datum                                | Gostujuća momčad                     | Gostujuća momčad                     | Domaćin                              | Domaćin                              | Bilješke                             |                                      |
| ------------------------------------ | ------------------------------------ | ------------------------------------ | ------------------------------------ | ------------------------------------ | ------------------------------------ | ------------------------------------ |
| 21. ožujka                           | Montreal                             | 4                                    | 5                                    | Boston                               | OT°                                  |                                      |
| 23. ožujka                           | Montreal                             | 3                                    | 5                                    | Boston                               |                                      |                                      |
| 25. ožujka                           | Boston                               | 3                                    | 2                                    | Montreal                             | OT°                                  |                                      |
| 27. ožujka                           | Boston                               | 0                                    | 4                                    | Montreal                             |                                      |                                      |
| 30. ožujka                           | Montreal                             | 4                                    | 5                                    | Boston                               | OT°                                  |                                      |
| Boston pobjeđuje seriju s 4:1.       |                                      |                                      |                                      |                                      |                                      |                                      |

### Finale Stanleyevog Cupa
| Detroit Red Wings vs. Boston Bruins                     | Detroit Red Wings vs. Boston Bruins | Detroit Red Wings vs. Boston Bruins | Detroit Red Wings vs. Boston Bruins | Detroit Red Wings vs. Boston Bruins | Detroit Red Wings vs. Boston Bruins |
| Datum                                                   | Gostujuća momčad                    | Gostujuća momčad                    | Domaćin                             | Domaćin                             |                                     |
| ------------------------------------------------------- | ----------------------------------- | ----------------------------------- | ----------------------------------- | ----------------------------------- | ----------------------------------- |
| 1. travnja                                              | Boston                              | 2                                   | 6                                   | Detroit                             |                                     |
| 4. travnja                                              | Boston                              | 3                                   | 4                                   | Detroit                             |                                     |
| 7. travnja                                              | Detroit                             | 4                                   | 0                                   | Boston                              |                                     |
| 8. travnja                                              | Detroit                             | 2                                   | 0                                   | Boston                              |                                     |
| Detroit pobjeđuje seriju s 4:0 i osvaja Stanleyjev kup. |                                     |                                     |                                     |                                     |                                     |

°OT = Produžeci

### Najbolji strijelac doigravanja
Kratice: Ut. = Utakmice, G = Golovi, A = Asistencije, B = Bodovi
| Igrač         | Momčad  | Ut. | G | A | B  |
| ------------- | ------- | --- | - | - | -- |
| Carl Liscombe | Detroit | 10  | 6 | 8 | 14 |

## Nagrade NHL-a
| O'Brien Trophy:            | Boston Bruins                     |
| Prince of Wales Trophy:    | Detroit Red Wings                 |
| Calder Memorial Trophy:    | Gaye Stewart, Toronto Maple Leafs |
| Hart Memorial Trophy:      | Bill Cowley, Boston Bruins        |
| Lady Byng Memorial Trophy: | Max Bentley, Chicago Blackhawks   |
| Vezina Trophy:             | Johnny Mowers, Detroit Red Wings  |

### All Stars momčad
| Prva momčad                       | Pozicija        | Druga momčad                    |
| --------------------------------- | --------------- | ------------------------------- |
| Johnny Mowers, Detroit Red Wings  | vratar          | Frank Brimsek, Boston Bruins    |
| Earl Seibert, Chicago Black Hawks | obrambeni igrač | Jack Crawford, Boston Bruins    |
| Jack Stewart, Detroit Red Wings   | obrambeni igrač | Flash Hollett, Boston Bruins    |
| Bill Cowley, Boston Bruins        | centar          | Syl Apps, Toronto Maple Leafs   |
| Lorne Carr, Toronto Maple Leafs   | desni napadač   | Bryan Hextall, New York Rangers |
| Doug Bentley, Chicago Black Hawks | lijevi napadač  | Lynn Patrick, New York Rangers  |
| Jack Adams, Detroit Red Wings     | trener          | Art Ross, Boston Bruins         |

## Vanjske poveznice
- Hacx.de: Sve ljestvice NHL-a  Arhivirana inačica izvorne stranice od 24. siječnja 2008. (Wayback Machine)